# طلال مختار
طلال مختار طاهر إبراهيم لاعب كرة قدم سعودي ، يلعب كلاعب مهاجم.

## مسيرة اللاعب
لعب في نادي جدة ونادي الانتصار ونادي بيشة ونادي السد ونادي مضر.